# Hanmudo
Hanmudo, ook weleens geschreven als Han Mu Do, is een Koreaanse vechtkunst die ontwikkeld is door Dr. Kimm Hee-Young (geb. 1940). Dr. Kimm beoefende in zijn jeugd diverse Koreaanse vechtkunsten, met name Yudo en later ook Hapkido.
In 1963 emigreerde Dr. Kimm van Korea naar de Verenigde Staten en ontwikkelde daar zijn eigen stijl. In 1991 besloot Dr. Kimm om zijn stijl Hanmudo te noemen. Het Hanmudo vertoont veel gelijkenissen met Hapkido maar kent ook elementen overgenomen uit andere Oosterse vechtkunsten. In de trainingen wordt veel aandacht besteed aan de ontwikkeling van ki.
De nadruk ligt vooral op de verdediging tegen trappen en stoten, mes- of stokaanvallen, vastgrijpen aan kleding of lichaamsdelen.
Alle technieken zijn gebaseerd op eenvoudige natuurwetten en zijn ontworpen om te werken zonder toevoeging van kracht of interpretatie. Snelheid, kracht en controle zijn allen opgenomen in de juiste volgorde en uitvoering van een techniek. Veel technieken zijn bovendien ook geschikt voor fysiek minder sterke personen. Dit maakt het mogelijk om jezelf te verdedigen tegen een grotere of sterkere tegenstander. 